# Frans curlingteam (vrouwen)
Het Franse curlingteam vertegenwoordigt Frankrijk in internationale curlingwedstrijden.

## Geschiedenis
Frankrijk organiseerde het eerste internationale curlingtoernooi voor vrouwen: het Europees kampioenschap van 1975. Het Franse team strandde op de vierde plaats. Een jaar later haalde Frankrijk de finale, die het verloor van Zweden met zware 13-4-cijfers. Desalniettemin is het nog steeds de beste prestatie van het Franse curlingteam ooit. De volgende drie edities eindigde Frankrijk wederom op de vierde plaats, maar daarna ging het stilaan bergaf met het Franse curlingteam. Sedert het begin van het nieuwe millennium had Frankrijk grote moeite om zich te handhaven in de A-divisie. In 2002 degradeerden de Fransen wederom, waarna het land zes jaar op rij in de B-divisie aantrad. In 2008 eindigde Frankrijk op de beschamende twintigste en voorlaatste plaats. Hierna trok Frankrijk zich terug uit het internationale curlingcircuit. Sedertdien is Franse deelname onzeker en wordt er regelmatig forfait gegeven.
In totaal nam het Franse curlingteam veertien keer deel aan het wereldkampioenschap. Vooral de eerste edities waren vrij succesvol voor het Franse team: twee keer eindigde het team op de vijfde plaats. Sedert 1991 kon Frankrijk zich nog maar twee keer plaatsen voor het WK: in 1995 en in 2000. Beide edities eindigde Frankrijk op de troosteloze laatste plaats, en werden alle wedstrijden verloren.
Voor de Olympische Winterspelen wist het Franse curlingteam zich nog nooit te kwalificeren. In 1988 en 1992, toen curling als demonstratiesport present was op de Olympische Spelen, nam er wel een Frans curlingteam deel. In 1988 eindigde Frankrijk op de achtste en laatste plaats. In 1992, toen de Olympische Winterspelen in eigen land georganiseerd werden, eindigde het Franse team één plekje hoger.

## Frankrijk op het wereldkampioenschap
| Jaar | Plaats        | Skip             | WG            | W             | V             | PV            | PT            |
| ---- | ------------- | ---------------- | ------------- | ------------- | ------------- | ------------- | ------------- |
| 1979 | 5             | Erna Gay         | 11            | 7             | 4             | 98            | 75            |
| 1980 | 6             | Paulette Sulpice | 9             | 4             | 5             | 55            | 65            |
| 1981 | Geen deelname | Geen deelname    | Geen deelname | Geen deelname | Geen deelname | Geen deelname | Geen deelname |
| 1982 | 6             | Paulette Sulpice | 9             | 5             | 4             | 67            | 62            |
| 1983 | 5             | Paulette Sulpice | 10            | 5             | 5             | 62            | 75            |
| 1984 | 7             | Paulette Sulpice | 10            | 5             | 5             | 60            | 54            |
| 1985 | 8             | Paulette Sulpice | 9             | 3             | 6             | 50            | 51            |
| 1986 | 9             | Paulette Sulpice | 10            | 2             | 8             | 70            | 88            |
| 1987 | 8             | Agnes Mercier    | 11            | 3             | 8             | 61            | 82            |
| 1988 | 8             | Annick Mercier   | 9             | 3             | 6             | 47            | 63            |
| 1989 | 6             | Annick Mercier   | 10            | 5             | 5             | 58            | 66            |
| 1990 | 9             | Brigitte Lamy    | 10            | 2             | 8             | 48            | 73            |
| 1991 | 8             | Annick Mercier   | 9             | 2             | 7             | 52            | 64            |
| 1992 | Geen deelname | Geen deelname    | Geen deelname | Geen deelname | Geen deelname | Geen deelname | Geen deelname |
| 1993 | Geen deelname | Geen deelname    | Geen deelname | Geen deelname | Geen deelname | Geen deelname | Geen deelname |
| 1994 | Geen deelname | Geen deelname    | Geen deelname | Geen deelname | Geen deelname | Geen deelname | Geen deelname |
| 1995 | 10            | Brigitte Lamy    | 9             | 0             | 9             | 33            | 71            |
| 1996 | Geen deelname | Geen deelname    | Geen deelname | Geen deelname | Geen deelname | Geen deelname | Geen deelname |
| 1997 | Geen deelname | Geen deelname    | Geen deelname | Geen deelname | Geen deelname | Geen deelname | Geen deelname |
| 1998 | Geen deelname | Geen deelname    | Geen deelname | Geen deelname | Geen deelname | Geen deelname | Geen deelname |
| 1999 | Geen deelname | Geen deelname    | Geen deelname | Geen deelname | Geen deelname | Geen deelname | Geen deelname |
| 2000 | 10            | Aude Bénier      | 9             | 0             | 9             | 35            | 77            |
| 2001 | Geen deelname | Geen deelname    | Geen deelname | Geen deelname | Geen deelname | Geen deelname | Geen deelname |
| 2002 | Geen deelname | Geen deelname    | Geen deelname | Geen deelname | Geen deelname | Geen deelname | Geen deelname |

| Jaar | Plaats        | Skip          | WG            | W             | V             | PV            | PT            |
| ---- | ------------- | ------------- | ------------- | ------------- | ------------- | ------------- | ------------- |
| 2003 | Geen deelname | Geen deelname | Geen deelname | Geen deelname | Geen deelname | Geen deelname | Geen deelname |
| 2004 | Geen deelname | Geen deelname | Geen deelname | Geen deelname | Geen deelname | Geen deelname | Geen deelname |
| 2005 | Geen deelname | Geen deelname | Geen deelname | Geen deelname | Geen deelname | Geen deelname | Geen deelname |
| 2006 | Geen deelname | Geen deelname | Geen deelname | Geen deelname | Geen deelname | Geen deelname | Geen deelname |
| 2007 | Geen deelname | Geen deelname | Geen deelname | Geen deelname | Geen deelname | Geen deelname | Geen deelname |
| 2008 | Geen deelname | Geen deelname | Geen deelname | Geen deelname | Geen deelname | Geen deelname | Geen deelname |
| 2009 | Geen deelname | Geen deelname | Geen deelname | Geen deelname | Geen deelname | Geen deelname | Geen deelname |
| 2010 | Geen deelname | Geen deelname | Geen deelname | Geen deelname | Geen deelname | Geen deelname | Geen deelname |
| 2011 | Geen deelname | Geen deelname | Geen deelname | Geen deelname | Geen deelname | Geen deelname | Geen deelname |
| 2012 | Geen deelname | Geen deelname | Geen deelname | Geen deelname | Geen deelname | Geen deelname | Geen deelname |
| 2013 | Geen deelname | Geen deelname | Geen deelname | Geen deelname | Geen deelname | Geen deelname | Geen deelname |
| 2014 | Geen deelname | Geen deelname | Geen deelname | Geen deelname | Geen deelname | Geen deelname | Geen deelname |
| 2015 | Geen deelname | Geen deelname | Geen deelname | Geen deelname | Geen deelname | Geen deelname | Geen deelname |
| 2016 | Geen deelname | Geen deelname | Geen deelname | Geen deelname | Geen deelname | Geen deelname | Geen deelname |
| 2017 | Geen deelname | Geen deelname | Geen deelname | Geen deelname | Geen deelname | Geen deelname | Geen deelname |
| 2018 | Geen deelname | Geen deelname | Geen deelname | Geen deelname | Geen deelname | Geen deelname | Geen deelname |
| 2019 | Geen deelname | Geen deelname | Geen deelname | Geen deelname | Geen deelname | Geen deelname | Geen deelname |
| 2021 | Geen deelname | Geen deelname | Geen deelname | Geen deelname | Geen deelname | Geen deelname | Geen deelname |
| 2022 | Geen deelname | Geen deelname | Geen deelname | Geen deelname | Geen deelname | Geen deelname | Geen deelname |
| 2023 | Geen deelname | Geen deelname | Geen deelname | Geen deelname | Geen deelname | Geen deelname | Geen deelname |
| 2024 | Geen deelname | Geen deelname | Geen deelname | Geen deelname | Geen deelname | Geen deelname | Geen deelname |
| 2025 | Geen deelname | Geen deelname | Geen deelname | Geen deelname | Geen deelname | Geen deelname | Geen deelname |
| 2026 | Geen deelname | Geen deelname | Geen deelname | Geen deelname | Geen deelname | Geen deelname | Geen deelname |

## Frankrijk op het Europees kampioenschap
| Jaar | Plaats | Skip               | WG | W | V | PV | PT |
| ---- | ------ | ------------------ | -- | - | - | -- | -- |
| 1975 | 4      | Paulette Delachat  | 6  | 2 | 4 | 43 | 46 |
| 1976 | 2      | Paulette Delachat  | 9  | 6 | 3 | 81 | 60 |
| 1977 | 4      | Paulette Delachat  | 7  | 3 | 4 | 63 | 58 |
| 1978 | 4      | Paulette Delachat  | 8  | 5 | 3 | 80 | 47 |
| 1979 | 4      | Huguette Jullien   | 8  | 4 | 4 | 70 | 71 |
| 1980 | 9      | Martine Drewnowski | 10 | 3 | 7 | 55 | 95 |
| 1981 | 5      | Paulette Sulpice   | 7  | 5 | 2 | 62 | 38 |
| 1982 | 5      | Paulette Sulpice   | 7  | 4 | 3 | 68 | 54 |
| 1983 | 6      | Paulette Sulpice   | 8  | 5 | 3 | 55 | 39 |
| 1984 | 6      | Paulette Sulpice   | 7  | 4 | 3 | 53 | 63 |
| 1985 | 10     | Paulette Sulpice   | 7  | 3 | 4 | 44 | 45 |
| 1986 | 5      | Agnes Mercier      | 8  | 5 | 3 | 66 | 62 |
| 1987 | 4      | Agnes Mercier      | 9  | 5 | 4 | 60 | 56 |
| 1988 | 10     | Agnes Mercier      | 5  | 1 | 4 | 25 | 35 |
| 1989 | 7      | Paulette Sulpice   | 7  | 3 | 4 | 44 | 50 |
| 1990 | 8      | Karine Caux        | 8  | 3 | 5 | 38 | 45 |
| 1991 | 7      | Annick Mercier     | 7  | 2 | 5 | 37 | 60 |
| 1992 | 10     | Annick Mercier     | 7  | 6 | 1 | 76 | 49 |
| 1993 | 9      | Annick Mercier     | 5  | 3 | 2 | 37 | 28 |
| 1994 | 7      | Brigitte Lamy      | 8  | 4 | 4 | 49 | 44 |
| 1995 | 13     | Annick Mercier     | 5  | 0 | 5 | 22 | 54 |
| 1996 | 8      | Nadia Bénier       | 10 | 7 | 3 | 67 | 57 |
| 1997 | 13     | Aude Bénier        | 5  | 0 | 5 | 14 | 46 |
| 1998 | 8      | Aude Bénier        | 9  | 3 | 6 | 59 | 57 |
| 1999 | 7      | Aude Bénier        | 9  | 4 | 5 | 62 | 49 |

| Jaar | Plaats        | Skip               | WG            | W             | V             | PV            | PT            |
| ---- | ------------- | ------------------ | ------------- | ------------- | ------------- | ------------- | ------------- |
| 2000 | 8             | Sandrine Morand    | 7             | 0             | 7             | 25            | 61            |
| 2001 | 10            | Sandrine Morand    | 7             | 5             | 2             | 54            | 42            |
| 2002 | 10            | Sandrine Morand    | 10            | 1             | 9             | 45            | 82            |
| 2003 | 12            | Sandrine Morand    | 11            | 7             | 4             | 84            | 63            |
| 2004 | 13            | Sandrine Morand    | 7             | 5             | 2             | 76            | 39            |
| 2005 | 15            | Sandrine Morand    | 6             | 4             | 2             | 53            | 32            |
| 2006 | 15            | Sandrine Morand    | 6             | 4             | 2             | 50            | 31            |
| 2007 | 13            | Sandrine Morand    | 10            | 7             | 3             | 69            | 53            |
| 2008 | 20            | Sandrine Morand    | 5             | 2             | 3             | 29            | 32            |
| 2009 | Geen deelname | Geen deelname      | Geen deelname | Geen deelname | Geen deelname | Geen deelname | Geen deelname |
| 2010 | Geen deelname | Geen deelname      | Geen deelname | Geen deelname | Geen deelname | Geen deelname | Geen deelname |
| 2011 | 21            | Anna Li            | 6             | 4             | 2             | 61            | 20            |
| 2012 | Geen deelname | Geen deelname      | Geen deelname | Geen deelname | Geen deelname | Geen deelname | Geen deelname |
| 2013 | Geen deelname | Geen deelname      | Geen deelname | Geen deelname | Geen deelname | Geen deelname | Geen deelname |
| 2014 | Geen deelname | Geen deelname      | Geen deelname | Geen deelname | Geen deelname | Geen deelname | Geen deelname |
| 2015 | 19            | Pauline Jeanneret  | 17            | 8             | 9             | 95            | 117           |
| 2016 | Geen deelname | Geen deelname      | Geen deelname | Geen deelname | Geen deelname | Geen deelname | Geen deelname |
| 2017 | Geen deelname | Geen deelname      | Geen deelname | Geen deelname | Geen deelname | Geen deelname | Geen deelname |
| 2018 | 24            | Céline Lagrée      | 6             | 0             | 6             | 25            | 61            |
| 2019 | 24            | Stéphanie Barbarin | 7             | 3             | 4             | 44            | 50            |
| 2021 | Geen deelname | Geen deelname      | Geen deelname | Geen deelname | Geen deelname | Geen deelname | Geen deelname |
| 2022 | 25            | Allison Brageul    | 7             | 1             | 6             | 31            | 70            |
| 2023 | 26            | Elodie Fuchs       | 9             | 3             | 6             | 47            | 72            |
| 2024 | 26            | Elodie Fuchs       | 9             | 3             | 6             | 37            | 51            |
| 2025 | Geen deelname | Geen deelname      | Geen deelname | Geen deelname | Geen deelname | Geen deelname | Geen deelname |

Andorra · Australië · België · Brazilië · Bulgarije · Canada · China · Chinees Taipei · Denemarken · Duitsland · Engeland · Estland · Filipijnen · Finland · Frankrijk · Groot-Brittannië · Hongarije · Hongkong · Ierland · Israël · Italië · Jamaica · Japan · Kazachstan · Kenia · Kroatië · Letland · Litouwen · Luxemburg · Mexico · Nederland · Nieuw-Zeeland · Nigeria · Noorwegen · Oekraïne · Oostenrijk · Polen · Portugal · Qatar · Roemenië · Rusland · Schotland · Servië · Slovenië · Slowakije · Spanje · Thailand · Tsjechië · Tsjecho-Slowakije · Turkije · Verenigde Staten · Wales · Wit-Rusland · Zuid-Korea · Zweden · Zwitserland